# Emilia Hoving
 (juin 2023).
Si vous disposez d'ouvrages ou d'articles de référence ou si vous connaissez des sites web de qualité traitant du thème abordé ici, merci de compléter l'article en donnant les références utiles à sa vérifiabilité et en les liant à la section « Notes et références ».
Emilia Hoving, née en novembre 1994 à Helsinki (Finlande), est une chef d'orchestre finlandaise.
Elle a commencé ses études de direction d'orchestre à l'Académie Sibelius en 2016. Hoving est l'un des personnages principaux du documentaire Devant l'orchestre (titre anglais Conductivity, titre finnois Orkesterin Edessä), sur les étudiants en direction d'orchestre de l'Académie Sibelius.

## Biographie
Emilia Hoving a commencé ses études de direction d'orchestre à l'Académie Panula sous la direction de Jorma Panula. Elle a d'abord étudié l'éducation musicale à l'Académie Sibelius, avant de s'orienter vers la direction d'orchestre. À l'Académie Sibelius, elle a étudié la direction d'orchestre avec, entre autres, Atso Almila et Hannu Linnu. Hoving est également pianiste. Elle a commencé à étudier le piano à l'âge de 6 ans et a également étudié la clarinette et le violoncelle.
Hoving fait ses débuts en tant que chef d'orchestre de l'Orchestre symphonique de la Radio en mai 2019, lorsqu'on lui demande au pied levé de remplacer le chef d'orchestre Pablo Heras-Casado, souffrant, pour un concert du vendredi au Music Hall. Hoving est alors chef d'orchestre adjoint du Sveriges Radios Symfoniorkester (orchestre symphonique de la radio suédoise).
En janvier 2020, Hoving devient chef associé de l'Orchestre philharmonique de Radio France sous la direction de Mikko Franck. En 2021, elle reçoit le prix de la critique.